# Черрава, Вангель
Вангель Черрава (алб. Vangjel Çërrava; род. 1941, Корча) — албанский коммунистический политик, член Политбюро ЦК Албанской партии труда, депутат Народного собрания Албании, заместитель председателя Совета министров Албании и недолгое время член Политбюро ЦК Албанской партии труда.

## Биография
Вангель Черрава, первоначально работавший в экономическом секторе Албании, в 1978 году был избран депутатом Народного собрания Албании, занимая это место в течение трёх созывов вплоть до 1991 года, когда коммунистический режим в Албании пал.
В октябре 1982 года Черрава стал членом Секретариата ЦК Албанской партии труда, в 1986 году — членом Политбюро. Находясь в этой должности, в 1985 году он принимал участие в государственных похоронах Энвера Ходжи.
На IX съезде партии в ноябре 1986 года Черрава был избран кандидатом-членом Политбюро ЦК Албанской партии труда. В июле 1990 года он стал его членом, но уже в июне 1991 года партия и её политбюро были упразднены, а на её месте создана Социалистическая партия Албании.
С 20 февраля 1987 года по 2 февраля 1989 года Черрава также занимал должность заместителя председателя Совета министров в правительстве Адиля Чарчани.
В 1993 году в Тиране был организован специальный суд над 10 бывшими высокопоставленными должностными лицами Албании. Помимо Вангеля Черравы среди подсудимых были Мухо Аслани, Бесник Бектеши, Фото Чами, Хайредин Челику, Ленка Чуко, Ламби Гегприфти, Кирьяко Михали, Пали Миска и Прокоп Мурра. Их обвиняли в «злоупотреблении государственными средствами». В итоге Михали и Гегприфти получили по восемь лет заключения каждый, Миска и Шуко — по семь, Чами, Челику и Бектеши — по шесть, а Черрава, Мурра и Аслани — по пять. Все они были выпущены на свободу вскоре после начала беспорядков в стране в 1997 году.